# Aufstand des Huang Chao
|  | Dieser Artikel wurde aufgrund von inhaltlichen Mängeln auf der Qualitätssicherungsseite der Redaktion Ostasien eingetragen. Dies geschieht, um die Qualität der Artikel aus dem Themengebiet Ostasien auf ein akzeptables Niveau zu bringen. Dabei werden Artikel gelöscht, die nicht signifikant verbessert werden können. Bitte hilf mit, die inhaltlichen Mängel dieses Artikels zu beseitigen, und beteilige dich bitte an der Diskussion! |

Der Aufstand des Huang Chao führte 875–884 zum endgültigen Machtverlust der Tang-Dynastie und führte China fast unmittelbar in die Periode der Fünf Dynastien. Es handelte sich dabei zunächst um einen Aufstand verbündeter Räuberbanden, der aber aufgrund der Führungsschwäche der kaiserlichen Bürokratie schließlich die ganze Gesellschaft ins Chaos stürzte.

## Vorgeschichte
Im späten 8. und 9. Jahrhundert war Tang-China mit vielen Problemen konfrontiert. Die Klasse der Kleinbauern verfiel durch Ausdehnung des privaten und kirchlichen Gutsbesitzes. Bauern waren aufgrund wirtschaftlicher Not gezwungen, ihre Familien (falls noch vorhanden) oder ihr Dorf zu verlassen und zu Vagabunden oder Banditen zu werden. Verlässliche Zahlen dazu gibt es nicht. Aber in Suzhou (Provinz Anhui) lebten schon um 770 neunzig Prozent der Leute von der Hand in den Mund.
Schlossen sie sich in Banditengruppen zusammen, so wurden sie von ihren Anführern unterstützt. Huang Chao beispielsweise übertrug auf alle seine Leute seinen Familiennamen, um ihnen das Gefühl einer Bruderschaft zu geben. Diese Banditenführer kamen aus unterschiedlichen Schichten: Huang Chao war z. B. lokaler Kandidat für die Chinesische Beamtenprüfung gewesen. Aber wenn auch die Herkunft differierte, sie hatten eins gemeinsam: alle waren geschickte Kampfkünstler.
Ab 759 griff der Staat auf Monopole an Salz, Alkohol und Tee zurück, um die sinkenden Steuereinnahmen aus der bäuerlichen Landwirtschaft auszugleichen. Dadurch entwickelte sich bald ein beträchtlicher Schwarzhandel, mit dessen Vermittlung sich viele Gangs ihr Geld verdienten. Und da die öffentliche Verwaltung ehrgeizigen Leuten im 9. Jahrhundert auch nur noch geringe Möglichkeiten bot, blieben sie bei diesem Geschäft.

## Wang Xianzhi, Shang Junzhang und Huang Chao
Schließlich kam es 875 zur Bildung einer Banditen-Konföderation von etwa 3.000 Mann, unterteilt in Gruppen von 20 bis 30 Mann. So ein Bund war nichts neues, nur diesmal war er größer und territorial weiter verbreitet. Als Anführer ernannte sich Wang Xianzhi, neben ihm werden Shang Junzhang und Huang Chao genannt. Ein öffentliches Schreiben wurde herausgegeben, um alle Bandenführer zu informieren. Es handelte sich also um keinen Bauernaufstand, was aber nicht heißt, dass die Bauern passiv blieben und nicht ebenfalls ihre Chancen sahen.
Die Behörden wussten um die Gefährlichkeit dieser Gangs – sie unterschätzten sie in ihren Berichten nicht –, hatten aber kein Verständnis für die inneren Strukturen und wussten dementsprechend keinen Weg, sie zu zerschlagen. Als die ersten Präfekturstädte angegriffen wurden, reagierten sie über und zogen große Armeekräfte in Henan und Huai-nan zusammen, die gegen die wenigen hundert Mann uneffektiv waren. Die Überflutungen des Gelben Flusses taten in dem Jahr ein Übriges, um den Rebellen Zulauf zu verschaffen, die weiterhin Dörfer und Präfekturstädte plünderten.
Schließlich stellten im Januar 876 auch die Gouverneure und Präfekten von Fujian, Jiangxi und Hunan Truppen auf. Den Oberbefehl aller Einsatzkräfte bekam Sung Wei, der die Rebellen vor der Stadt I-chou vertrieb und fälschlicherweise den Tod Wang Xianzhis meldete. Der Hof war erfreut, aber es zeigte sich, dass man keine Vorstellungen vom Aufbau und von der Größe dieser Banditengruppen hatte, so dass man schockiert über ihr Wiederauftauchen war. Im August 876 marschierten die Rebellen auf die Hauptstadt Luoyang und schlugen 45 Meilen südöstlich davon bei Ju-chou einen kaiserlichen Truppenteil. Amnestieangebote an Wang Xianzhi und Shang Junzhang wurden ausgeschlagen. Im Dezember überwinterten die Rebellen am mittleren Jangtsekiang.
An der Stelle brach das Misstrauen in der Armeeführung auf. Und zwar hatte ein gewisser Kang Cheng-hsün mehrere Jahre zuvor einen ähnlichen Aufstand niedergeschlagen und war anschließend kaltgestellt worden. Der Oberbefehlshaber Song Wei († 878) wollte nun dessen Schicksal vermeiden und agierte in der Folge entsprechend eigenwillig, um sich eine eigene Hausmacht zu schaffen. Daneben verhandelte ein gefangener General mit Wang Xianzhi und dem Hof, um dem Rebellenführer das Amt eines Zensors zu verschaffen. Aber Huang Chao bekam Wind davon, attackierte und verwundete Wang Xianzhi, so dass dieser weitermachen musste.
Die Rebellen teilten sich nun 877 in zwei Gruppen, die getrennt operierten: 3.000 Mann zogen mit Wang Xianzhi und Shang Junzhang und 2.000 Mann mit Huang Chao. Sie plünderten mehrere Städte, aber dieses Mal verteidigte der Oberbefehlshaber Song Wei die Stadt I-chou nicht, sie lag einfach nicht mehr in seinem Interessenbereich. Mehr noch: in dieser ominösen Kriegslage gelang es Wang Xianzhi und Huang Chao (wieder vereinigt) sogar Song Weis Armee bei Songzhou einzuschließen. Der Entsatz kam in Form von frischen Truppen unter Zhang Zimian, einem Feind von Song Wei, der prompt von diesem verleumdet wurde (spätes Jahr 877).
Als der Rebell Shang Junzhang zu den Kaiserlichen überlief, wurde er von Song Wei hingerichtet, so dass es nur noch zwei Rebellenführer waren. Schließlich siegte der Stellvertreter Song Weis, ein gewisser Zeng Yuanyu, über die Truppen Wang Xianzhis bei Shenzhou. Wang Xianzhi wurde verfolgt und schließlich bei Huangmei getötet (Februar 878). Zeng Yuanyu wurde dafür zum Oberbefehlshaber ernannt, Zhang Zimian wurde sein Stellvertreter. Beide machten sich nun an die Verfolgung von Huang Chao, der sich als überlebender Rebellenführer mit Himmelsstürmender General betitelte und nach Fujian auswich. Südchina war dem Hof offenbar unwichtig, die Verfolgung wurde wieder abgebrochen, beide Generäle bekamen Posten und verschwanden aus der Geschichte (September 878).

## Huang Chaos Zug nach Süden und seine Rückkehr
Huang Chao verwüstete zunächst die Südprovinzen. Im Dezember 878 eroberte er Fuzhou, wurde aber danach von der Armee Gao Bians geschlagen und verjagt. Im Mai 879 scheiterten Kapitulations-Verhandlungen wieder einmal an der Forderung des Gouverneurspostens und so griff er Kanton an und eroberte die Stadt binnen eines Tages. Man verzeichnete 120.000 Tote, die meisten davon ausländische Händler.
Viele Malaria-Opfer bewogen ihn im Oktober 879 zur Rückkehr in den Norden. Seine zusammengeschmolzene Truppe wurde von mehreren Armeen erwartet, die jedoch der Reihe nach versagten. Der vom Hof gesandte Befehlshaber Li Xi hatte den Posten nur aufgrund seiner Herkunft bekommen, war unfähig und verlor zwei Städte. Ein örtlicher Militärgouverneur namens Liu Jurong konnte Huang Chao zwar bei Jingmen am Yangtse besiegen, verfolgte ihn aber nicht. Seine Begründung dafür ist bemerkenswert: „Die Tang beuten die Leute aus. In Zeiten der Gefahr gibt es großzügige Belohnungen, und wenn dann der Frieden kommt, folgen Bestrafungen. Der beste Plan ist es, die Banditen gehen zu lassen und auf späteres Glück zu hoffen.“
Dann kam Gao Bian am unteren Yangtse an die Reihe, ein hinlänglich erprobter General (u. a. gegen Nanzhao) und Statthalter, der auch vom Hof Verstärkungen beigeordnet bekam. Sein Stellvertreter Zhang Lin siegte im März 880 über Huang Chao und von dessen Hauptleuten unterwarfen sich zwei mit einigen Zehntausend Mann. Huang Chao selbst entkam und bot die Unterwerfung an. Gao Bian stimmte zu und entließ seine Verstärkungen, um den Ruhm nicht teilen zu müssen. Huang Chao brach prompt sein Wort, siegte am Huai und tötete Zhang Lin. Danach stand ihm der Weg nach Luoyang offen, denn Gao Bian schickte keine Verstärkungen dorthin (nicht zuletzt deshalb, weil sein Beschützer bei Hof schwer erkrankt war, und man deswegen dort keinen Pfifferling mehr auf ihn gab. Auch fürchtete er jetzt die Untreue seiner Unterführer, oftmals ehemalige Banditen).
Die auf dem Weg nach Luoyang zusammengezogenen Tang-Truppen gerieten in bewaffnete Auseinandersetzungen untereinander, und so konnte Huang Chao im November 880 in Luoyang einziehen. Er versuchte erstmals Plünderungen zu verhindern, hatte aber keinen Erfolg. Die Palasttruppen versuchten dann Tongguan zu verteidigen, bestanden aber nur aus unerprobten Söhnen reicher Leute, die allenfalls die Bewohner der Hauptstadt belästigten, und für diesen Feldzug nicht einmal genügend Verpflegung mitnahmen. So fiel im Dezember 880 auch Chang’an, der Kaiser Xizong (reg. 874-888) floh nach Chengdu.
Huang Chao forderte beim Einzug in die Hauptstadt die Bewohner zur Ruhe auf und stellte sich als Befreier dar. Aber letztlich plünderten seine Soldaten einfach drauflos und schlachteten die Leute in den Straßen ab. Trotzdem proklamierte Huang Chao eine eigene Dynastie und setzte vier Minister ein, musste aber feststellen, dass seine Leute für zivile Posten einfach ungeeignet waren. Viele Überlebende flohen aus Stadt und Umgebung, was zur Folge hatte, dass die Versorgung stockte und der Getreidepreis in die Höhe schnellte. Als eines Tages ein beleidigendes Gedicht an einem Tor klebte, ließ der Stellvertreter Huang Chaos, Shang Rang, jeden ermorden, der dichten konnte – mit Beamten und einigen Wachsoldaten etwa 3.000 Leute.
Der Befehlshaber der flussaufwärts befindlichen Festung Fengxian ließ sich auch nicht auf Huang Chaos Seite ziehen. Im März 881 schickte Huang Chao also seine Stellvertreter Shang Rang und Wang Bo gegen diesen Zheng Tian, der als unmilitärischer Gelehrter eingeschätzt wurde. Sie erlitten eine schwere Niederlage, so dass einige Rebellenführer, u. a. Huang Chaos Statthalter in Luoyang, wieder zu den Kaiserlichen überliefen. Ein Jahr später war es dem Hof möglich, die Versorgung von Chang’an zu unterbinden, obwohl die kaiserlichen Truppen noch durch eine (durch eigene Korruption und Brutalität ausgelöste) Revolte in Sichuan gebunden waren.
Dadurch musste Huang Chao wieder in die Offensive gehen, er führte diverse Angriffe durch, wobei die betroffenen Militärgouverneure einer Schlacht mit ihm sorgsam auswichen. Schließlich rief der Hof die Shato des Li Keyong (*856/ † 908) zu Hilfe, die sich damals in Shensi festgesetzt hatten. Der zog mit seinen 35.000 Reitern gegen die 150.000 Mann Huang Chaos zu Felde, bekam Verstärkungen vom Hof und schlug ihn schließlich im Februar 883 in der Schlacht vom Liangdian-Hügel. Im April 883 verließ Huang Chaos Armee endgültig Chang’an, und im Juni 884 wurden auch die letzten Truppen Huang Chaos zerschlagen. Er beging Selbstmord. 885 kehrte der Kaiser nach Chang’an zurück und starb bald darauf. Aber der Untergang der Tang-Dynastie war besiegelt.